# Сурібачі

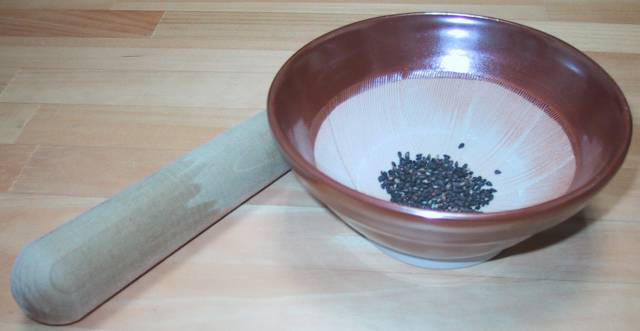
Маленький сурібачі з насінням чорного кунжуту та дерев’яний сурікогі середнього розміру

Сурібачі (擂鉢, букв. «чаша для розтирання») і сурікогі (擂粉木, букв. «дерево для розтирання порошку») — це японська ступка і товкач. Ці ступки використовуються в японській кухні для подрібнення різних інгредієнтів, таких як насіння кунжуту.
Сурібачі — це гончарна миска, глазурована зовні та з грубим візерунком під назвою «кусі-но-ме» на неглазурованій внутрішній поверхні. Ця поверхня чимось схожа на поверхню орошигане (терки). Маточка для сурікогі виготовляється з дерева, щоб уникнути надмірного зносу сурібачі. Традиційно використовувалася деревина саншо (японська колючий ясен), яка додає їжі легкий аромат, хоча зараз частіше використовують інші породи дерева. Чаші  мають діаметр від 10 до 30 см (3,9-11,8 дюймів). Для використання сурібачі миску ставлять на неслизьку поверхню, наприклад, на гумовий килимок або вологий рушник, а сурікогі використовують для подрібнення матеріалу. Останнім часом пластикові версії сурібачі також стали популярними, але вони мають набагато коротший термін служби. Сурібачі та сурікогі прибули до Японії з Китаю близько 1000 року нашої ери. Спочатку ступки використовували для приготування ліків, і лише згодом - харчових продуктів. Більша за розміром японська ступка для товчення рису, — це усу з товкачем під назвою кіне.
Найвища гора на Іводжімі, гора Сурібачі, була названа на честь цього кухонного пристосування.